# Рашка Гращица
Вижте пояснителната страница за други значения на Рашка.
Рашка Гращица е село в Западна България. То се намира в община Невестино, област Кюстендил.

## География
Село Рашка Гращица се намира в планински район.

## История
Споменава се в турски регистър от 1576 г. като Гращиче. В своята книга „Пиянец“ Йордан Захариев е записал спомени на дядо Йоне Спасов, който тогава е бил на 85 години: "В близките години преди Освобождението от османска власт селото е било малко и се е състояло от 25 турски, 20 български и 5 черкезки къщи. Помохеданчените българи са живели вън от тогавашното събрано село в днешната махала „Сухар“.

## Население
Численост на населението според преброяванията през годините:
| \| Година на преброяване \| Численост \| \| --------------------- \| --------- \| \| 1934 \| 783 \| \| 1946 \| 843 \| \| 1956 \| 727 \| \| 1965 \| 599 \| \| 1975 \| 435 \| \| 1985 \| 389 \| \| 1992 \| 362 \| \| 2001 \| 247 \| \| 2011 \| 168 \| \| 2021 \| 114 \| |           |
| Година на преброяване | Численост |
| 1934 | 783       |
| 1946 | 843       |
| 1956 | 727       |
| 1965 | 599       |
| 1975 | 435       |
| 1985 | 389       |
| 1992 | 362       |
| 2001 | 247       |
| 2011 | 168       |
| 2021 | 114       |

### Етнически състав
Преброяване на населението през 2011 г.
Численост и дял на етническите групи според преброяването на населението през 2011 г.:
|                     | Численост | Дял (в %) |
| Общо                | 168       | 100,00    |
| Българи             | 168       | 100,00    |
| Турци               | 0         | 0,00      |
| Цигани              | 0         | 0,00      |
| Други               | 0         | 0,00      |
| Не се самоопределят | 0         | 0,00      |
| Неотговорили        | 0         | 0,00      |

## Културни и природни забележителности
- Паметник на Асен Китанов – разположен е в младежкия парк, открит през 1978 г., скулптор: Ив. Самоволски.